# Kochoghot
Kochoghot (in armeno Կոճողոտ?, in azero Yayıcı), talvolta anche Kotchoghot, è una comunità rurale del distretto di Kəlbəcər, in Azerbaigian, fino al 2024 appartenente alla regione di Martakert nella repubblica di Artsakh (già repubblica del Nagorno Karabakh).
Il paese conta poco più di cinquecento abitanti e si trova a poca distanza dalla sponda sud del bacino idrico di Sarsang a una quarantina di chilometri dal capoluogo regionale Martakert.